# Priesterseminar Würzburg
Das Bischöfliche Priesterseminar Zum guten Hirten Würzburg ist die diözesane Ausbildungsstätte des Bistums Würzburg, das Männer begleitend zu ihrem Theologiestudium zu Priestern ausbildet. Das Gebäude des Priesterseminars befindet sich zwischen Neubaustraße und Domerschulstraße. Zum Gebäudekomplex gehört die Seminarkirche St. Michael.

## Geschichte
Am 11. November 1567 übernahm der Orden der Jesuiten ein Gymnasium (den Vorgänger des Wirsberg-Gymnasiums) in Würzburg. 17 Jesuiten zogen dort ein und wirkten als Lehrer am Gymnasium. An dieses wurde fortan die Ausbildung der Kleriker gekoppelt. Im Jahr 1570 entstand das Alumnat, ein Wohnort für insgesamt 24 Alumnen, als Vorstufe zum Priesterseminar. Im Jahr 1582 ging aus dem Gymnasium schließlich die Universität Würzburg hervor.
1589 erließ Fürstbischof Julius Echter ein Edikt über die Gründung eines Geistlichen Seminars, wie es vom Konzil von Trient für jedes Bistum gefordert wurde. 1607 bis 1610 wurde die Agneskirche abgerissen und eine neue Kirche im Stil der Nachgotik der Echterzeit erbaut. In den Wirren des Dreißigjährigen Krieges wurde das Seminar zeitweise in das Juliusspital und dann in das Marianische Kolleg im sogenannten Pfauenhof an der Ecke Kettengasse/Domerschulstraße verlegt. 1655 wechselte das Priesterseminar zurück in die alten Räumlichkeiten.

### 18. Jahrhundert
Von 1715 bis 1719, in der sogenannten Greiffenclau-Zeit, wurde der Nordflügel des Jesuitenkollegs unter dem Regens und Generalvikar Philipp Braun vom damaligen Hofbaumeister Joseph Greissing in der jetzigen Form erbaut. Charakteristisch für diese zierfreudige Epoche ist der prächtige Portalrisalit am Haupteingang mit seinen perspektivischen Raffinessen, die trotz der situationsbedingt relativ flachen Gestaltung in einer damals noch engeren Gasse der Architektur Plastizität verleihen.
Die Risalit-Fassade des Nordflügels besteht im Wesentlichen aus rotem Sandstein, aber alle Kapitelle, Figuren, Brüstungsfelder, Reliefs und die Muschelnische in der Mittelachse bilden durch den dort verwendeten honiggelben Sandstein einen wirkungsvollen Kontrast. Das Erdgeschoss besitzt eine Rustizierung durch Fugen. Vier Kolossalpilaster, die ihrerseits auf Wandvorlagen liegen, gliedern die Fassade vertikal. Die schmäleren Seitenteile besitzen auf jeder der drei Etagen ein Rechteckfenster. Der breitere Mittelteil hat nur im zweiten Obergeschoss ein Doppelfenster und ein weiteres im Aufsatz darüber auf der Dachebene. Die Rahmung des Portals besteht aus abwechselnd gesetzten und radial geschnittenen Steinen aus rotem und gelbem Sandstein. Diese Laibung ist nach innen angeschrägt, so dass ein perspektivischer Tunneleffekt entsteht und Tiefe suggeriert. Die profilierte Linie über den Kapitellen ist über den Zwickeln jeweils im Bogen nach unten gezogen, was eine weitere Tiefenwirkung erzeugt. Dieser im Bogen nach unten gezogene Architrav über dem Hauptportal ist einer der Tricks, mit dem der Baumeister der Fassade scheinbare räumliche Tiefe verlieh. Der Giebel ist ein gesprengter Segmentbogengiebel, dessen Basislinie dreieckig nach oben gezogen ist. Das Gesims ist also direkt zu einem Dreiecksgiebel ausgezogen und bildet in dramatischer Staffelung seinerseits den Unterbau eines gesprengten Giebels. Im Zwischenraum unter diesem Dreieck befindet sich das Wappen des Fürstbischofs Johann Philipp von Greiffenclau-Vollraths. Die Fassade ist so komponiert, dass sich die architektonischen Elemente ideal vor dem berechneten Standpunkt des Betrachters zu maximal plastischer Wirkung staffeln und mehr Tiefe suggerieren als tatsächlich vorhanden ist.
1728 bis 1731 entstand in nüchternen Formen der sogenannte Regentenbau nach Plänen des bekannten Barockbaumeisters Balthasar Neumann. Von 1765 bis 1798 entstand schon im Stil des frühen Klassizismus der Neubau der Michaelskirche unter Johann Philipp Geigel und Johann Michael Fischer aus Trappstadt. 1789 siedelte das Seminar schließlich in das Gebäude des Jesuitenkollegs um und erhielt den Titel Seminar zum Guten Hirten.

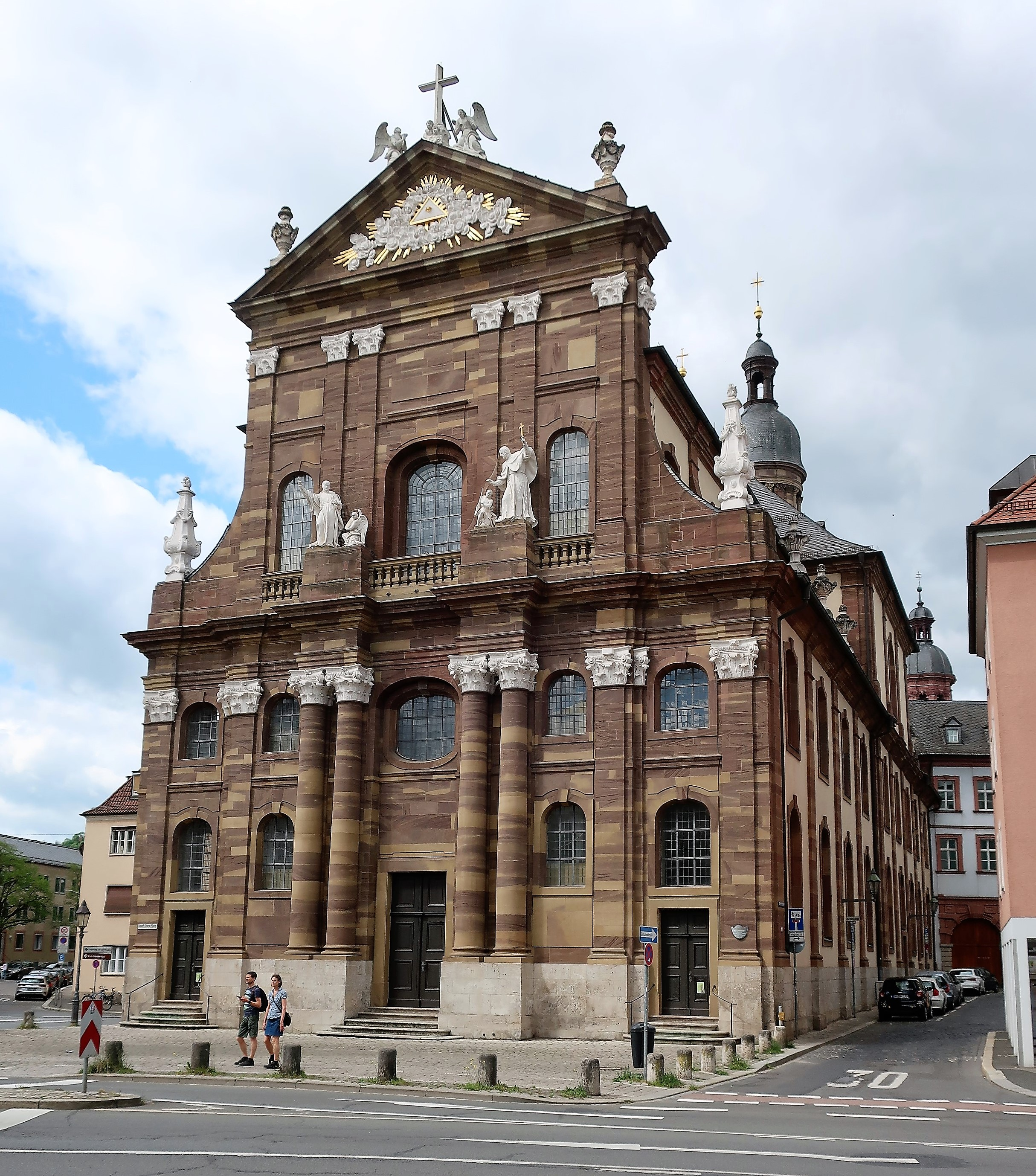
Frontansicht der Seminarkirche St. Michael

### 19. Jahrhundert
Im Jahr 1831 wurde die Seminarkirche St. Michael geweiht. Als Nachfolger Carl Ruttas (1776–1837) als Regens (Seminarleiter) von 1832 bis 1838 war der vorherige Subregens und Ultramontanist Franz Georg Benkert (1790–1859) bestellt worden. Maßgeblich beteiligt am Ausbau des Priesterseminars waren die Bischöfe Adam Friedrich Groß zu Trockau (Bischof von 1818 bis 1840), der die seinerzeit bestehenden Ansätze der katholischen Aufklärung zurückgedrängt hatte, und Georg Anton von Stahl (Bischof 1840 bis 1870), der im Sinne einer ultramontan bestimmten kirchlichen Restauration wirkte. Ein von Bischof von Stahl geplantes Knabenseminar zur Ausbildung mittelloser Jungen zu Theologen wurde erst 1871 nach seinem Tod als Kilianeum in Würzburg umgesetzt. Vom 23. Oktober bis zum 12. November 1848 war der Speisesaal des Priesterseminars Sitzungsort für die erste Deutsche Bischofskonferenz.

### 20. und 21. Jahrhundert
Während des Bombenangriffes auf Würzburg 1945 brannte das Seminar nieder. Es dauerte bis in die 1960er-Jahre, bis der Wiederaufbau erfolgte.
Um die Jahrtausendwende (1997 bis 2003) wurde das Seminar einer Generalsanierung unterzogen und auf den damalig modernsten Stand gebracht. Hierbei entstanden 64 Studentenappartements, Gemeinschaftsräume sowie neue Ausbildungsräume für den Seminarbetrieb, den Pastoralkurs und die Fortbildung der Priester bis zur 2. Dienstprüfung.

## Gegenwart
Noch dient das Haus der Ausbildung von Priesteramtskandidaten des Bistums Würzburg und des Erzbistums Bamberg, die sich im Studium befinden. Doch seit 2020 verlassen die Würzburger und Bamberger Seminaristen das Würzburger Priesterseminar, um fortan in München zu studieren. Dies betrifft zunächst die Studenten in der zweiten Studienhälfte, ab 2021 auch die jüngeren. Begründet wurde dieser Schritt mit der zu geringen Größe der Seminargemeinschaft in Würzburg.
Die Alumnen, die sich im 2008 neu eingerichteten Propädeutikum befinden (ein dem Studium vorgeschaltetes Jahr), wohnen zusammen mit den Alumnen aus der Kirchenprovinz Bamberg und den Alumnen aus der Kirchenprovinz Berlin im Priesterseminar in Bamberg. Das Würzburger Priesterseminar dient zusätzlich als Tagungs- und Gästehaus des Bistums Würzburg. Seit dem Wintersemester 2015/16 wohnen im Borgiasbau Mietstudenten anderer Fakultäten, die am Hausleben des Alumnats teilnehmen können.

## Antisemitismusvorwürfe
Im Jahr 2013 wurden Antisemitismusvorwürfe gegen einen Bamberger Seminaristen, der im Würzburger Priesterseminars lebte, erhoben. Im Jahr 2017 war einer der Betroffenen, welcher des Priesterseminars Würzburg verwiesen wurde, Mitglied des Priesterseminars der Diözese Eichstätt. Die Diakonenweihe dieses Priesteramtskandidaten rief Kritik unter anderem des Präsidenten des Zentralrats der Juden hervor.

## Regenten seit 1966
- 1966–1969: Anton Schlembach, später Bischof von Speyer († 2020)
- 1969–1976: Rudolf Weigand († 1998)
- 1976–1983: Heinz Röschert († 2024), Subregens von 1980 bis 1983 Albert Franz
- 1983–1996: Karl Hillenbrand, später Generalvikar († 2014)
- 1996–2008: Gerhard Weber
- 2008–2016: Herbert Baumann, Subregens von 2007 bis 2014 Herwig Gössl, heute Erzbischof von Bamberg
- 2016–2021: Stefan Michelberger, Subregens von 2014 bis 2022 Stefan Fleischmann
- seit 2021: Peter Göttke